# Plebejus bruttia
Plebejus bruttia är en fjärilsart som beskrevs av Ruggero Verity 1921. Plebejus bruttia ingår i släktet Plebejus och familjen juvelvingar. Inga underarter finns listade i Catalogue of Life.